# Bimota DB9 Brivido
La DB9 Brivido est un modèle de motocyclette du constructeur italien Bimota.
Le premier prototype de la DB9 apparait fin 2008, sous la forme d'un roadster sur base de DB7 et pourvu d'un optique de DB6.
Le directeur technique de Bimota, Andrea Acquaviva ne pouvait s'offrir une DB7. Il a attendu d'en trouver une dont le carénage était abimé pour le supprimer et rouler avec. Le président de Bimota l'a vu arriver à l'usine comme ça et à décider de produire la machine en série.
La DB9 Brivido est présenté au cours du salon EICMA 2011.
Le moteur reste celui de la Diavel, bicylindre en V à 90°, quatre temps, pour une puissance de 162 ch à 9 500 tr/min et un couple de 13 mkg à 8 000 tr/min.
Comme la DB8, elle utilise un cadre treillis tubulaire au chrome-molybdène ancré sur des platines latérales en aluminium.
Le freinage est assuré par Brembo, avec deux disques de 320 mm de diamètre à l'avant, mordus par des étriers radiaux quatre pistons, et un simple disque de 220 mm de diamètre à l'arrière, pincé par un étrier double piston.

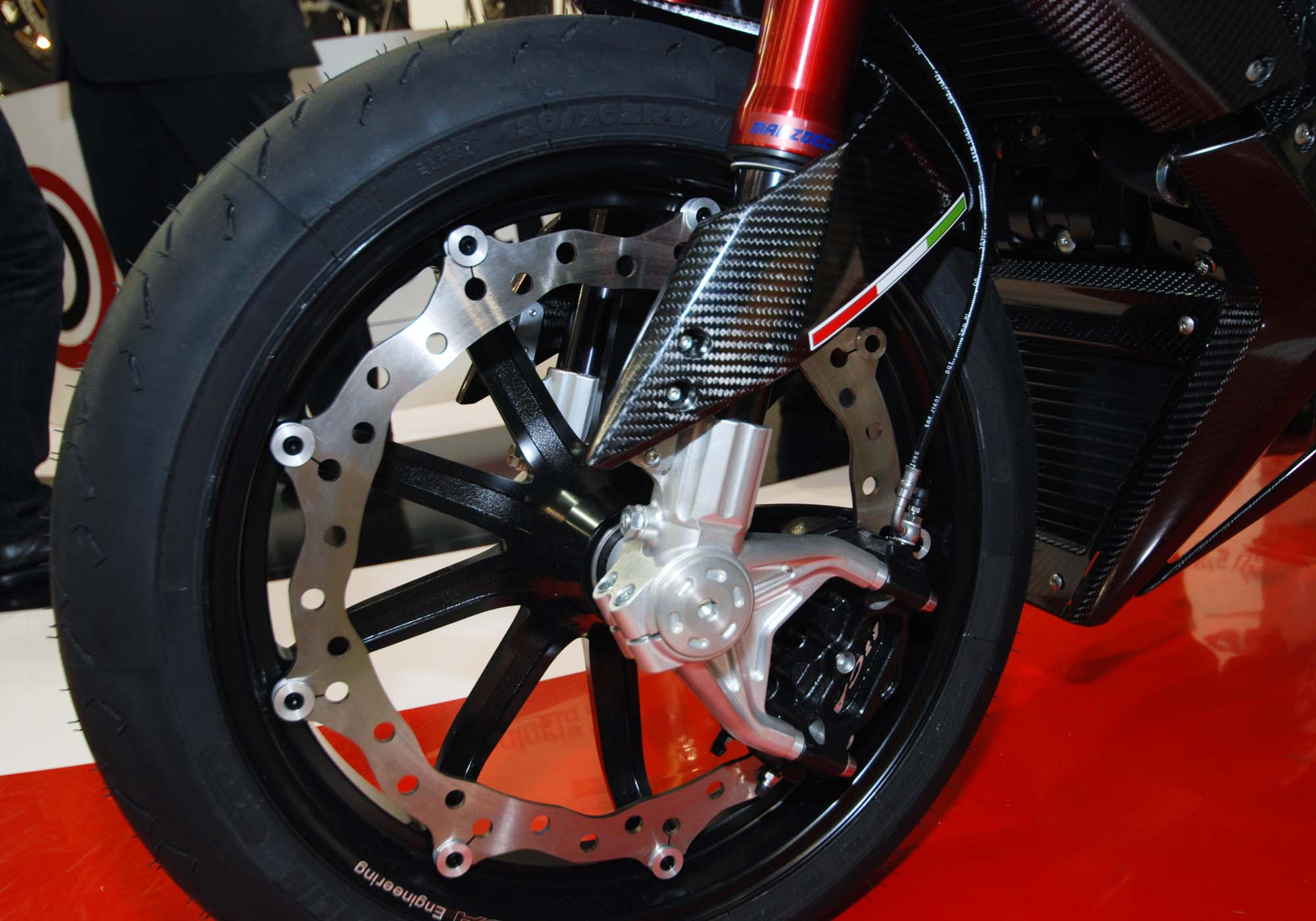
Gros plan sur le disque périmétrique de la DB9 Brivido SC

Bimota présente également une DB9 Brivido équipée d'un disque de frein périmétrique à l'avant de 362 mm couplé à un étrier à six pistons.
La partie cycle est complétée par une fourche télescopique Marzocchi de 43 mm de diamètre et un amortisseur Extreme Tech.
L'esthétique générale reprend celui de la DB7 et de la DB8, avec les deux phares lenticulaires superposés. Les guidons bracelets sont remplacés par un guidon plat de marque Accossato. Toutes les pièces de carrosserie sont en fibre de carbone, permettant de maintenir le poids à 177 kg.
Suivant la couleur et le type de freinage, elle est nommée différemment. La DB9 Brivido est rouge, blanche et noire avec un frein avant double disque. Son homologue en finition carbone vernis est la DB9 Brivido C. La version équipée d'un disque de frein avant périmétrique est appelée DB9 Brivido S si elle est rouge, blanche et noire ou DB9 Brivido SC en finition carbone vernis. 
Le prix de vente était de 25 990 euros.
Il a été produit 3 exemplaires de la DB9 Brivido et 11 de la S.